# 多馬什林
51°39′34″N 32°19′3″E / 51.65944°N 32.31750°E
多馬什林（烏克蘭語：Домашлин），是烏克蘭北部的村莊，隸屬切爾尼希夫州的科留基夫卡區。該村始建於1500年，面積2.33平方公里，海拔高度146米，2001年人口505，人口密度每平方公里216.5人。